# Lester del Rey

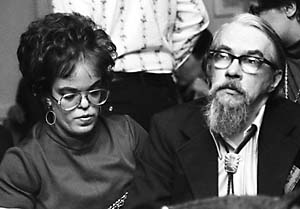
Lester del Rey (rechts)

Lester del Rey (Ramon Felipe Alvarez-del Rey) (Saratoga, Minnesota, 2 juni 1915 – New York, 10 mei 1993) was een Amerikaans sciencefictionschrijver en redacteur.
Del Rey kwam naar New York in het midden van de grote depressie. Hij verkocht het verhaal The Faithful aan redacteur John W. Campbell van het tijdschrift Astounding Science-Fiction, waarmee een vruchtbare carrière als SF-auteur een aanvang nam. In 1947 verkocht hij zijn eerste boek And Some Were Human en vanaf 1950 wijdde hij zich geheel aan het schrijven.
Met zijn vierde vrouw,  Judy-Lynn del Rey, leidde hij Del Rey Books bij de uitgeverij Ballantine. Dit werd een zeer succesvolle boekenlijn, waar schrijvers als Anne McCaffrey, Terry Brooks en Stephen R. Donaldson bestsellers werden.
In 1990 ontving hij de Nebula Grand Master Award van de Science Fiction and Fantasy Writers of America.

## Gedeeltelijke bibliografie
Romans
- When the World Tottered (1950) nl: Toen de wereld wankelde
- Marooned on Mars (1952) nl: Gestrand op Mars
- Nerves (1956) nl: Alarm in de atoomcentrale
- Day of the Giants (1959)
- Outpost of Jupiter (1963)
- The Mysterious Planet (1978)

Verhalenbundels
- And Some Were Human (1947)
- Gods and Golems (1973)
- The Early Del Rey: Vol 2 (1976)

Overig werk
- The World of Science Fiction, 1926-1976: The History of a Sub-Culture (1979 - non-fictie)

- Bibsys: 12047034
- Biblioteca Nacional de España: XX1108013
- Bibliothèque nationale de France: cb11899151w (data)
- CiNii: DA14694644
- Digitale Bibliotheek voor de Nederlandse Letteren: rey_001
- Gemeinsame Normdatei: 109980476
- International Standard Name Identifier: 0000 0001 1002 0361
- Library of Congress Control Number: n79023308
- Bibliotheek van het Japanse parlement: 00437584
- Nationale Bibliotheek van Tsjechië: jn19981000627
- Nationale bibliotheek van Australië: 35034632
- Nationale Bibliotheek van Israël: 987007589812905171
- Nationale en Universitaire bibliotheek Zagreb: 000169509
- Nederlandse Thesaurus van Auteursnamen: 071099123
- Réseau des bibliothèques de Suisse occidentale: 02-A003164918
- Istituto Centrale per il Catalogo Unico: CFIV098375
- SNAC: w6ms7fdr
- Système universitaire de documentation: 026818213
- Trove: 807089
- Virtual International Authority File: 104718798
- WorldCat: E39PBJwRYJHgMP7PFjGrphhPwC